# حور شبه غلوكي
حور شبه غلوكي (الاسم العلمي:Populus pseudoglauca) هو نوع من النباتات يتبع جنس الحور من الفصيلة الصفصافية.